# 寶曆曆

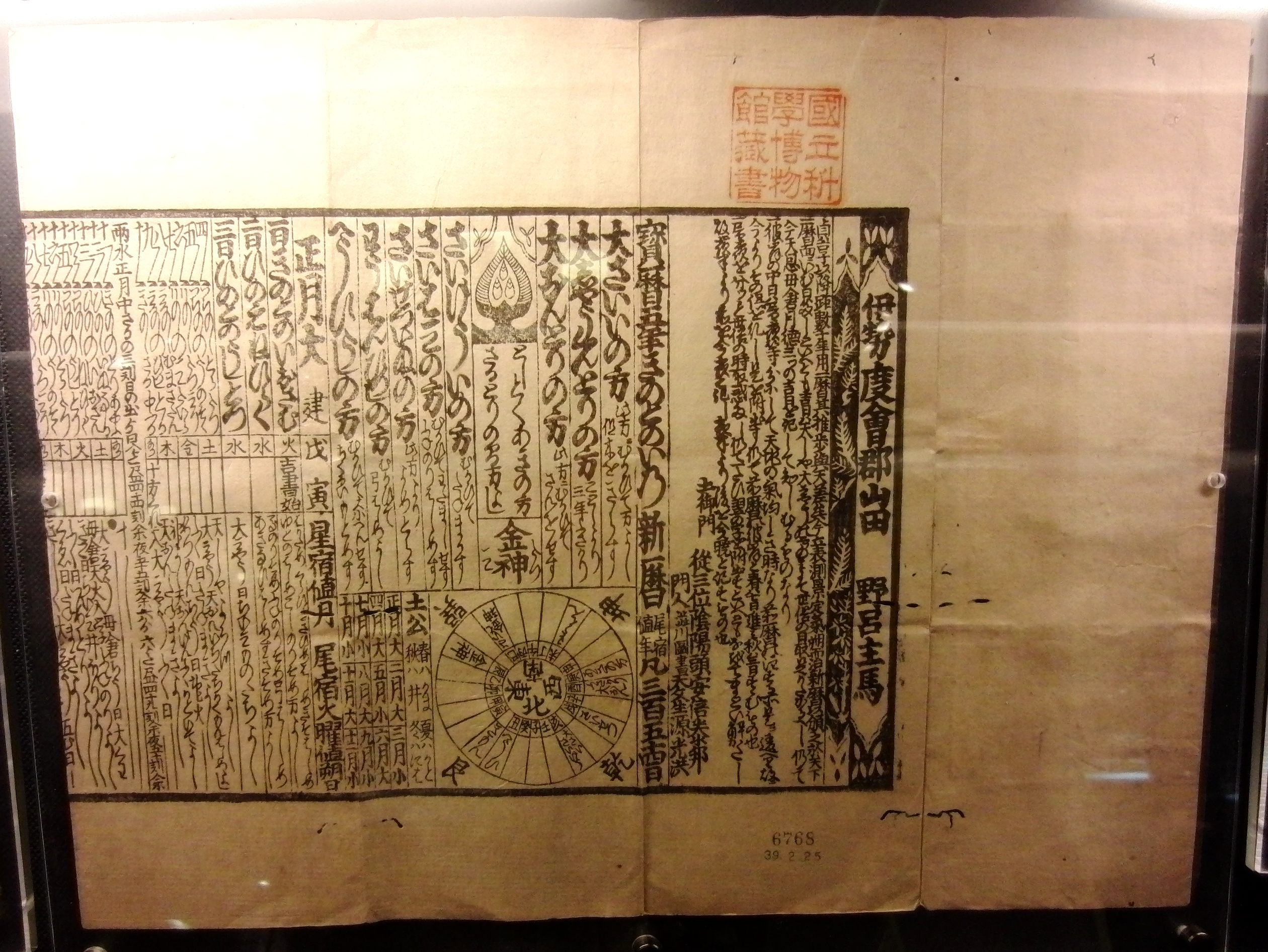
宝暦暦1755年（寶曆五年）年版。展示於日本東京國立科学博物館。

寶曆曆（日语：宝暦暦（ほうりゃくれき/ほうれきれき）），正式名稱為寶曆甲戌元曆（日语：宝暦甲戌元暦（ほうりゃくこうじゅつげんれき））。

## 使用期间
- 寶曆五年一月一日（1755年2月11日）開始（之前的曆法為貞享曆），到寬政九年十二月三十日（1798年[1]2月16日）為止，共使用了43年。
- 寬政十年一月一日（1798年2月16日）改曆為寬政曆。